# Station Uitkerke
Station Uitkerke is een voormalige spoorweghalte langs spoorlijn 51 (Brugge - Blankenberge) in Uitkerke, een deelgemeente van de stad Blankenberge.
0,0: Brugge ·
3,2: Brugge-Sint-Pieters ·
5,7: Dudzele ·
8,2: Zuienkerke ·
11,4: Uitkerke ·
14,9: Blankenberge